# کندی کمپانی
کندی کمپانی (انگلیسی: Candy) شرکت لوازم خانگی ایتالیایی است، که در سال ۱۹۴۵ تأسیس شد.